# 幻獣契約クリプトラクト
『幻獣契約クリプトラクト』（げんじゅうけいやくクリプトラクト）は、バンク・オブ・イノベーションより配信されたスマートフォン・タブレット向けゲームアプリ。基本プレイ無料（アイテム課金制）。2015年2月17日にAndroid版が、2015年3月3日にiOS版がそれぞれサービス開始。
タイトルのうち、「クリプトラクト」（Cryptract）は、幻獣（Cryptid）と契約（contract）を合わせた造語であり、幻獣契約を英訳したものである。
PCブラウザ版およびそのコンシューマ移植版『少女とドラゴン-幻獣契約クリプトラクト-』についても本項で扱う。

## 概要
バンク・オブ・イノベーションによる新規IPのソーシャルRPG。2015年2月以降スマートフォン用アプリとして順次配信が開始された。同年8月よりPCブラウザ版『少女とドラゴン -幻獣契約クリプトラクト-』がサービス開始。
2016年にブラウザ版『少女とドラゴン』をベースとしたコンシューマ版のリリースを発表、2016年7月21日よりPlayStation Vita版が、同年9月8日よりPlayStation 4版が配信された。
なお『少女とドラゴン』については、2016年3月1日より運営がモノビットからライオンズフィルムへ移管されている。
原作の『幻獣契約クリプトラクト』も2016年11月24日にAndApp、2017年7月6日にYahoo!ゲームにサービスを提供している。両プラットフォーム共に、スマートフォン版との連動が可能である。
2023年6月30日をもってサービスを終了。『少女とドラゴン』についても同年8月30日をもってサービスを終了した。

## あらすじ
セントレア大陸にあるギルサニア帝国をはじめとする国々の民は、点在する謎の魔法陣から現れる幻獣たちに悩まされ、幻獣たちに対抗できるよう、強い戦士を求めていた。
プレイヤーは、ギルサニア帝国の一領主として、戦士を集めて、軍団を結成し、幻獣との戦いに身を投じるのであった。

## システム
本作は、ターン制RPGを基本システムとしつつも、独自システムとして幻獣契約というものがある。
このシステムは、ユニットに倒した幻獣と契約を結ばせ、真の力を解放するというものであり、通常の進化とは別の扱いを受ける。

## 登場人物
声は『幻獣契約クリプトラクト』/『少女とドラゴン』の順である。
主人公
ギルサニア帝国のある領土の主である若者。
[秘書官]リズ
声：田村ゆかり/荒浪和沙
主人公の秘書官。
[勇者]ミーリア
声：釘宮理恵/同左
光の幻獣ルミナスザンドに襲われた村を救うべく幻獣退治にいそしむ冒険者。
[将軍]ミゲルバッハ
声：山本格/檜山修之
ギルザニア帝国の精鋭部隊ギルザレギオンの将軍。
[闇の追究者]ナディア
声：小松奈生子/斎藤千和
主人公たちの前に現れる謎の魔術師。
[冒険者]サシャ
声：戸田めぐみ/同左
極北の国ヴァルファーゲンからやってきた冒険者。港町ウエルゴを滅ぼした幻獣討伐のため、主人公に協力する。
[野生児]ティティ
声：本多陽子/同左
シュダークの森に住む少女。
[光剣の姫君]フローゼ
声：七瀬亜深/里咲芽生
ギルサニア帝国第一皇女で、幻獣や他国から国を守るべく日々奮闘している。
[麗剣]アレクシア
声：茅野愛衣（『幻獣契約クリプトラクト』）
ギルザレギオンの一員にして、フローゼの指南役を務める騎士。
[渡り鳥]シーホーク
声：佐々木祐輔/同左
まだ見ぬお宝を求め、エシェンディアを探して海を駆け巡る冒険家。よく海賊と間違えられるが、その度に冒険家だと訂正する。

## 開発

### 『少女とドラゴン』
2016年2月28日までの『少女とドラゴン』の運営は、モノビットが担当した。
モノビット第二コンテンツ事業部部長として、運営の総指揮を務める石田耕大は、運営を引き受けた理由やその経緯について、「私はもともと『幻獣契約クリプトラクト』の大ファンで思い入れが強く、キャラクターの作りこみも素晴らしかったものの、小さなスマートフォンの画面ではもったいないと感じていた。パソコンなどの大画面で迫力のあるバトルをプレイヤーに楽しんでもらいたいと考え、無理を承知でバンク・オブ・イノベーションに『幻獣契約クリプトラクト』のPCブラウザ版の運営について尋ねたところ、即座にOKが出たので、連絡を取ってから1週間程度で契約を結んだ」と4Gamer.netとのインタビューの中で述べている。
『少女とドラゴン』における一部の雑魚モンスターのバリエーションは少ないものの、それ以外のキャラクターは細かく作りこまれ、スカートのすそやアクセサリ類も自然に動くよう調整が施された。
『少女とドラゴン』に登場する一部のキャラクターは『幻獣契約クリプトラクト』とは異なる声優が起用された。

## コラボレーション
- 英雄クロニクル - 2016年10月6日から期間限定のコラボイベントを実施した[12]。